# Катастрофа на „Антонов Ан-32“ на „Еър Африка“ през 1996 г.
На 8 януари 1996 г. военнотранспортен самолет „Антонов Ан-32B“ изпълнява вътрешен полет от летище Н'Доло, Киншаса, до летище „Кахемба“, Кахемба, Заир, и се управлява от „Москоу Еъруейс“ от името на „Еър Африка“. При опит за излитане от твърде къса писта на летище Н'Доло с пълен резервоар и претоварен, самолетът се забива в уличния пазар Симбазикита в Киншаса. 4 от 6-те членове на екипажа оцеляват при инцидента. На земята обаче се смята, че има между 225 и 348 убити, като над 500 души са ранени.
Това е най-смъртоносният авиационен инцидент в историята на Африка до катастрофата с „Илюшин Ил-76“ на алжирските ВВС през 2018 г., най-смъртоносният инцидент в Демократична република Конго и най-смъртоносният по отношение на смъртните случаи на земята, изпреварен само от умишлените катастрофи на самолетите при полет 11 на „Американ Еърлайнс“ и полет 175 на „Юнайтед Еърлайнс“ по време на атаките от 11 септември.
Руските пилоти, Николай Казарин и Андрей Гусков, са обвинени и осъдени за непредумишлено убийство, като всеки от тях получава максималната присъда от две години. На процеса те признават, че за полета използват документи, взети назаем от „Скайб Еърлифт“, и знаят, че той е незаконен и всъщност е насочен към Ангола. „Скайб Еърлифт“ и „Еър Африка“ плащат глоби от 1,5 милиона щ. д. на семействата и пострадалите.